# Gabriel Range
Gabriel Range (de son nom complet Gabriel Edmund Range) est un réalisateur et producteur britannique, surtout connu à cause de son faux documentaire sur l'assassinat de George W. Bush, Death of a president (2006). Il a aussi fait en 2003 un autre documentaire, The Man Who Broke Britain.

## Filmographie
- 2002 : The Great Dome Robbery
- 2003 : The Day Britain Stopped (téléfilm)
- 2004 : The Man Who Broke Britain (téléfilm)
- 2006 : La Mort du président (Death of a President)
- 2010 : I Am Slave
- 2014 : Warren Jeffs : Le Gourou polygame (Outlaw Prophet: Warren Jeffs) (TV)
- 2020 : Stardust